# 阿尔弗雷多·阿科尔西
阿尔弗雷多·阿科尔西（義大利語：Alfredo Accorsi，1881年2月2日—1951年10月5日），意大利男子体操运动员。他曾代表意大利参加1908年夏季奥林匹克运动会体操比赛，结果获得男子团体全能第六名。